# Kraanbezetting
Een kraanbezetting is sinds 2008 een vorm van actie in Brussel en later in Antwerpen, waarbij uitgeprocedeerde asielzoekers of mensen zonder papieren een werfkraan bovenin bezetten met de bedoeling een tijdelijke verblijfsvergunning te verkrijgen. Deze actievorm wordt gebruikt naast andere acties, zoals hongerstakingen en kerkbezettingen. Dikwijls worden de actievoerders gesteund door de Nationale Vereniging van Mensen Zonder Papieren.
Door de kraanbezetting wordt de aannemer die de werken uitvoert gehinderd. Meestal probeert de politie de actievoerders te overtuigen om naar beneden te komen.

## Geschiedenis
- 22 april 2008: Vier Algerijnse asielzoekers bezetten een kraan in de Noordwijk. Na drie dagen komen ze naar beneden.
- 23 juli 2008: Drie Iraanse asielzoekers bezetten een kraan in de Noordwijk.
- 30 juli 2008: 30 asielzoekers houden drie kranen bezet aan het De Brouckèreplein
- 31 juli 2008: Een actievoerder valt vanaf tien meter hoogte van een kraan
- 31 juli 2008: Bezetting aan de Begijnhofkerk
- 31 juli 2008: Einde bezetting Schumanplein
- 23 maart 2009: Een Oekraïense asielzoeker bezet gedurende vier uur een kraan in Antwerpen[1].